# ليسيثيا (قمر)
ليسيثيا (بالإنجليزية: Lysithea)‏هو قمر غير نظامي يتحرك بحركة تراجعية تابع لكوكب المشتري.
تم اكتشافه بواسطة العالم الفلكي سيث بارنز نيكولسن في عام 1938 للميلاد في مرصد جبل ويلسون.
ينتمي القمر لمجموعة هيمالايا والتي تتكون من خمسة أقمار تدور جميعها على زاوية ميل قدرها 28.3°. كما تم حساب العناصر المدارية لهذا القمر في يناير عام 2000 للميلاد إذ أنها دائمة التغير بسبب التقلبات الشمسية.

## التسمية
تمت تسمية القمر ليسيثيا نسبة إلى ليسيثيا في الأساطير اليونانية والتي تكون ابنة أوقيانوس ووإحدى حبيبات زيوس.
و لم تتم تسمية ليسيثيا بهذا الاسم حتى العام 1975 للميلاد وكان القمر يسمى فقط بالمشتري العاشر (بالإنجليزية: Jupiter X)‏، ولكنه كانت تتم تسميته بديميتر في الفترة من عام  1955 إلى 1975.

## وصلات خارجية
- ملف ليسيثيا عبر برنامج ناسا لاكتشاف النظام الشمسي
- صفحات دايفيد جويت
- أقمار المشتري المعروفة (بواسطة سكوت شيبارد)